# Jan Malalas
Jan Malalas nebo také Ioannes Malalas, řecky Ἰωάννης Μαλάλας (asi 491, Antiochie – 578), byl byzantský kronikář narozený v Antiochii. Jeho přízvisko je nejspíš syrským slovem pro řečníka, poprvé je použil Jan z Damašku, později byla používána i forma Malelas, poprvé Konstantinem VII. Porfyrogennetem.
Vzdělání získal v Antiochii a působil pravděpodobně jako právník. Do Konstantinopole odešel za doby vlády Justiniána I. Zde napsal osmnáct knih Chronographia (Χρονογραφία), jejichž začátek a konec jsou ztraceny. Začíná mytickou historií Egypta a končí výpravou do římské Afriky pod vedením Justiniánova vnuka Marciana. Kromě událostí časově blízkých životu autora však dílo nemá větší historickou hodnotu.